# Giovanni Visconti (Radsportler)
Giovanni Visconti (* 13. Januar 1983 in Turin) ist ein ehemaliger italienischer Radrennfahrer, der je dreimal italienischer Straßenmeister der Elite wurde und die Gesamtwertung der UCI Europe Tour gewann, zweifacher Etappensieger und einmal Sieger der Bergwertung des Giro d’Italia wurde.

## Karriere
In der U23-Kategorie wurde Visconti 2003 Europameister und italienischer Meister auf der Straße. Er gewann außerdem u. a. den GP Kranj, die Trofeo Gianfranco Bianchin, die U23-Ausgabe der Flandern-Rundfahrt und Etappen beim Giro della Toscana der U23 und dem Giro delle Regioni. Bei den UCI-Straßen-Weltmeisterschaften 2007 wurde er Siebter im U23-Straßenrennen.
2005 erhielt er seinen ersten regulären Vertrag bei einem internationalen Radsportteam, dem italienischen UCI ProTeam Domina Vacanze. Er gewann 2006 für die deutsche Nachfolgemannschaft Milram die Coppa Sabatini.
In den Jahren 2007 und 2008 fuhr Visconti für das belgische ProTeam Quick Step. Er gewann 2007 seinen ersten italienischen Meistertitel und wiederholte seinen Sieg bei der Coppa Sabatini. Beim Giro d’Italia 2008 trug er auf acht Etappen das Rosa Trikot des Gesamtführenden, musste die Führung aber auf der 15. Etappe an Gabriele Bosisio abgeben und wurde schließlich 42. Im Herbst 2008 gewann er den französischen Halbklassiker Grand Prix de Fourmies.
2009 schloss sich Visconti dem Professional Continental Team ISD (später: Farnese Vini) an, bei dem er drei Jahre blieb. In dieser Zeit gewann er viele Eintagesrennen, darunter 2010 und 2011 die italienische Straßenmeisterschaft und den Halbklassiker Coppa Agostoni, Abschnitte von Etappenrennen und die Gesamtwertung der Presidential Cycling Tour of Turkey. Durch diese Ergebnisse gewann der die Einzelwertung der Rennserie UCI Europe Tour 2009, 2010 und 2011. Ein Etappensieg beim Giro d’Italia 2011 wurde ihm allerdings aufgrund einer Rempelei im Sprint mit dem später zum Sieger erklärten Diego Ulissi aberkannt.
Ende 2012 wurde Visconti durch das Italienische Olympische Komitee CONI für drei Monate bis zum 7. Januar 2013 gesperrt. Er hatte zugegeben, dass er sich durch den im italienischen Sport lebenslang als Trainer und Teamarzt gesperrten Doktor Michele Ferrari in Trainingsfragen beraten ließ.
Bei seiner sechsten Teilnahme gelang Visconti beim Giro d’Italia 2013 als Mitglied des Movistar Teams sein erster Etappensieg. Nach langer Flucht bei schlechten Wetterbedingungen, konnte er sich aus einer Ausreißergruppe auf der einer bergigen 15. Etappe auf französischem Terrain am Col du Télégraphe absetzen und am Col du Galibier auf Höhe des Denkmals für den verstorbenen italienischen Radprofi Marco Pantani die Etappe als Solist gewinnen. Drei Tage später konnte er auch die flachere 17. Etappe von Caravaggio nach Vicenza als Solist für sich entscheiden. Auch während des Giro d’Italia 2015 fuhr Visconti auf den Bergetappen offensiv und gewann am Ende die Bergwertung.
In den Jahren 2017 und 2018 fuhr Visconti für Bahrain-Merida und gewann 2017 den Halbklassiker Giro dell’Emilia. 2019 wechselte er zu Vini Zabù KTM und anschließend zu Bardiani CSF Faizanè, konnte aber keine weiteren Siege erringen. In der Saison 2022 gab er Tirreno–Adriatico auf der zweiten Etappe auf und erklärte anschließend das Ende seiner Karriere als Radsportler.

## Erfolge
| 2003 - Europameister – Straßenrennen (U23) - Italienischer Meister – Straßenrennen (U23) - eine Etappe Giro della Toscana (U23) 2004 - zwei Etappen Giro delle Regioni - GP Kranj - Ronde van Vlaanderen (U23) 2006 - Coppa Sabatini 2007 - Italienischer Meister – Straßenrennen - eine Etappe Brixia Tour - Coppa Sabatini 2008 - eine Etappe Ruta del Sol - Grand Prix de Fourmies 2009 - Mannschaftszeitfahren Settimana Internazionale - eine Etappe Slowenien-Rundfahrt - Coppa Agostoni - Trofeo Melinda - Gran Premio Industria e Commercio di Prato - Gesamtwertung UCI Europe Tour 2010 - Classica Sarda Olbia-Pantogia - Gesamtwertung und zwei Etappen Presidential Cycling Tour of Turkey - eine Etappe Luxemburg-Rundfahrt - Italienischer Meister – Straßenrennen - Mannschaftszeitfahren Brixia Tour - Gesamtwertung UCI Europe Tour | 2011 - Gran Premio dell’Insubria-Lugano - eine Etappe Settimana Internazionale - Italienischer Meister – Straßenrennen - Gran Premio Industria e Commercio Artigianato Carnaghese - eine Etappe Settimana Ciclistica Lombarda - Gesamtwertung UCI Europe Tour 2012 - Klasika Primavera - Circuito de Getxo 2013 - zwei Etappen Giro d’Italia 2015 - Bergwertung Giro d’Italia 2016 - Klasika Primavera - eine Etappe Giro della Toscana 2017 - Giro dell’Emilia 2018 - drei Etappen und Punktewertung Österreich-Rundfahrt 2019 - Bergwertung Settimana Internazionale - eine Etappe Slowenien-Rundfahrt - eine Etappe Österreich-Rundfahrt - Giro della Toscana |

## Grand-Tour-Platzierungen
| Grand Tour            | 2007 | 2008 | 2009 | 2010 | 2011 | 2012 | 2013 | 2014 | 2015 | 2016 | 2017 | 2018 | 2019 | 2020 | 2021 |
| --------------------- | ---- | ---- | ---- | ---- | ---- | ---- | ---- | ---- | ---- | ---- | ---- | ---- | ---- | ---- | ---- |
| Giro d’ItaliaGiro     | 77   | 42   | 76   | –    | 49   | DNF  | 35   | –    | 18   | 13   | DNF  | 38   | –    | DNF  | 95   |
| Tour de FranceTour    | –    | –    | –    | –    | –    | –    | –    | 37   | –    | –    | –    | –    | –    | –    | –    |
| Vuelta a EspañaVuelta | –    | –    | –    | –    | –    | –    | –    | –    | 19   | –    | 46   | –    | –    | –    | –    |